# Diskit

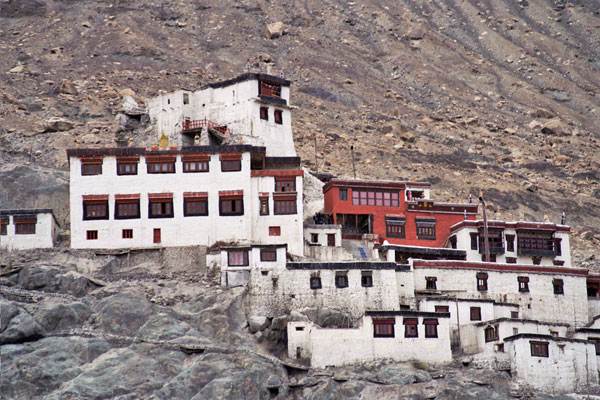
El monestir de Diskit

El gompa (monestir) de ‘Diskit' es troba a la població del mateix nom, a la vall de Nubra, al districte de Ladakh (Jammu i Caixmir, Índia). El monestir està situat en un lloc aturonat, sobre la població.
El monestir fou fundat per Shesrab Zangpo cap al 1420. Hi ha una llegenda que ens fa saber que aquest lloc va resultar força malmès a causa d'una invasió dels mongols i que es va refer més endavant.
Aquí tenen la seva residència uns vuitanta monjos, encapçalats per les successives reencarnacions del rimpotxe Skyabsje Khanpo. Anualment s'hi celebra el festival de Gustor, quan els monjos realitzen les característiques danses amb vestits de colors vius i màscares.
Les diverses estances del monestir estan distribuïdes per la muntanya en diversos nivells i comunicades per escalinates. Hi ha estances més antigues i d'altres que s'han fet darrerament, molt més ben conservades. Es tracta d'estructures petites, d'un o dos pisos. Entre elles, als murs de les construccions, es troben els molinets d'oracions més grans o més petits.

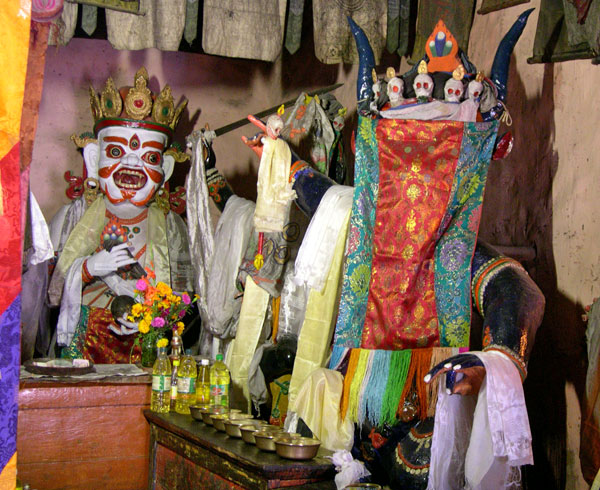
Imatge de Gonkhar, amb les restes humanes

Entre les construccions cal destacar els antics dukhang (sala d'assemblees) i Zimcchung, dedicada al Dalai Lama i ara ocupada pel rimpotxe de Thikse. Algunes de les sales conserven encara l'antiga decoració mural, molt afectada per la brutícia i enfosquida pel fum de les llànties de greix que hi cremem. També és força interessant l'àmplia sèrie d'imatges de tota mida de divinitats i altres personatges. Potser cal destacar la imatge de Gonkhar que sosté un braç i un crani humans i que hom considera que pertanyen a un dels soldats mongols que van destruir el monestir.
A la part més baixa i separat del nucli principal del monestir es troba una escola que depèn del gompa

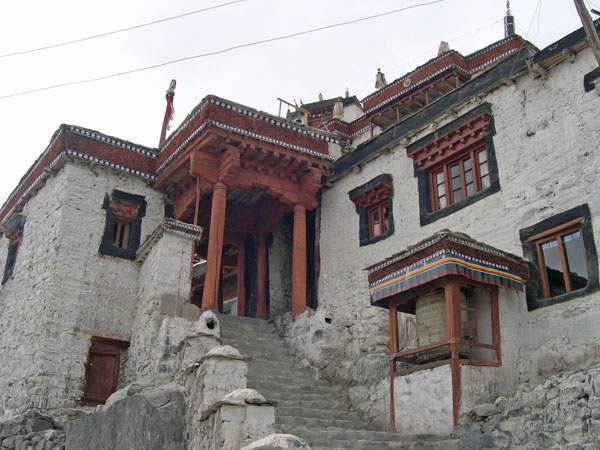
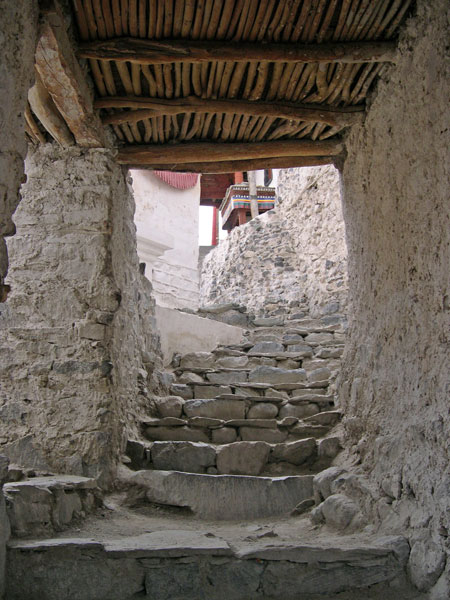
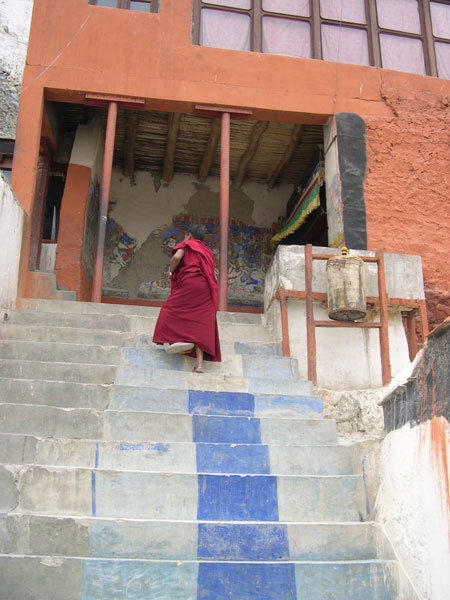
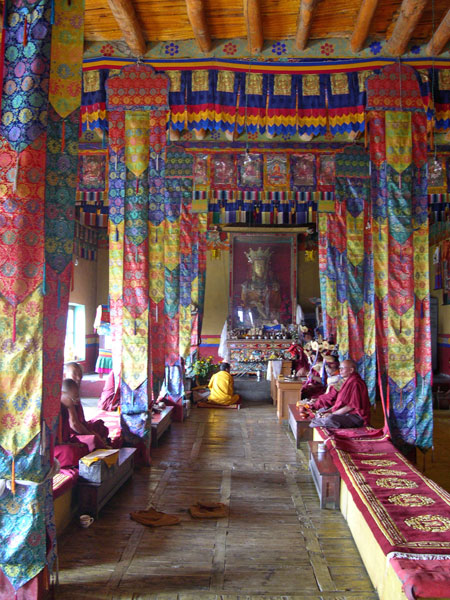